# 北美大鮈鱥
北美大鮈鱥（學名：Macrhybopsis storeriana），為輻鰭魚綱鯉形目雅羅魚科的其中一種，分布於北美洲美国、加拿大伊利湖、密西西比河、至墨西哥灣沿岸淡水流域，本魚體細長且側扁，口下位，具一對觸鬚，眼睛虹膜白黃色，背部呈淡灰綠色，兩側變成銀色，腹部呈銀白色，體側有微弱的暗色條紋，尾鰭淺色，體長可達23公分，棲息在沙石底質、靜止的溪流、深潭底層水域，以小型甲殼類、昆蟲、軟體動物為食，繁殖期約在春末夏初，雌魚會在礫石區產卵。